# Ringwallanlage Riesenburg
Die Ringwallanlage Riesenburg sind die Überreste einer Ringwallanlage auf dem Riesenkopf bei Rohnstadt im Taunus in Hessen. Die Anlage ist als Kulturdenkmal ausgewiesen.

## Beschreibung
Die ehemalige Befestigungsanlagen (Ringwall und Annexwall) sind noch gut zu erkennen. Die Riesenburg liegt unweit der alten Hessenstraße / Hünerstraße. Unterhalb der Anlage befanden sich anstehende Eisenerzvorkommen, zu deren Abbau und Verarbeitung sich die Kelten hier vermutlich ansiedelten. Am Berg führte bereits in keltischer Zeit ein Weg in Richtung Rhein entlang. Diese Verkehrsverbindung entsprach in etwa der späteren „Hessenstraße“.
Der ovale, Nordwest nach Südost ausgerichtete Ringwall mit einem nordwestlich vorgelagerten halbrunden Annexwall hat einen Größe von etwa 165 × 110 Meter. Der Ringwall nimmt dabei eine Fläche von ca. 4,2 ha ein, zuzüglich der durch den Annexwall umhegten Fläche von etwa 0,4 ha. Mittig wird die Wallanlage durch einen Abschnittswall getrennt, der nach Südwesten y-förmig und gut sichtbar ausläuft. Ob auch hier ein kleiner Annexwall vorgelagert war, ist aus Reliefdaten nicht eindeutig zu belegen. Nach Norden wird der Wall und die Wallanlage durch einen ehemaligen Steinbruch unterbrochen.
1986 gefundene Tonscherben werden in der Rohnstädter Heimatstube ausgestellt. Untersucht von der Justus-Liebig-Universität Gießen werden sie auf die späte Hallstattzeit (Hallstadt D / ca. 600 – 450 v. Chr.) datiert. Im Zuge der Vermessung des Ringwalles durch das Landesamt für Denkmalpflege Hessen zwischen 1997 und 1998 wurde eine zeitliche Folge von drei verschiedenen Anlagen festgestellt, die von der keltischen bis in die fränkische Zeit reichen soll. Funde einer keltischen Münze sowie eines Sporns aus karolingischer Zeit sollen das unterstreichen. Eine Veröffentlichung steht noch aus.